# Wilhelm List (Maler)

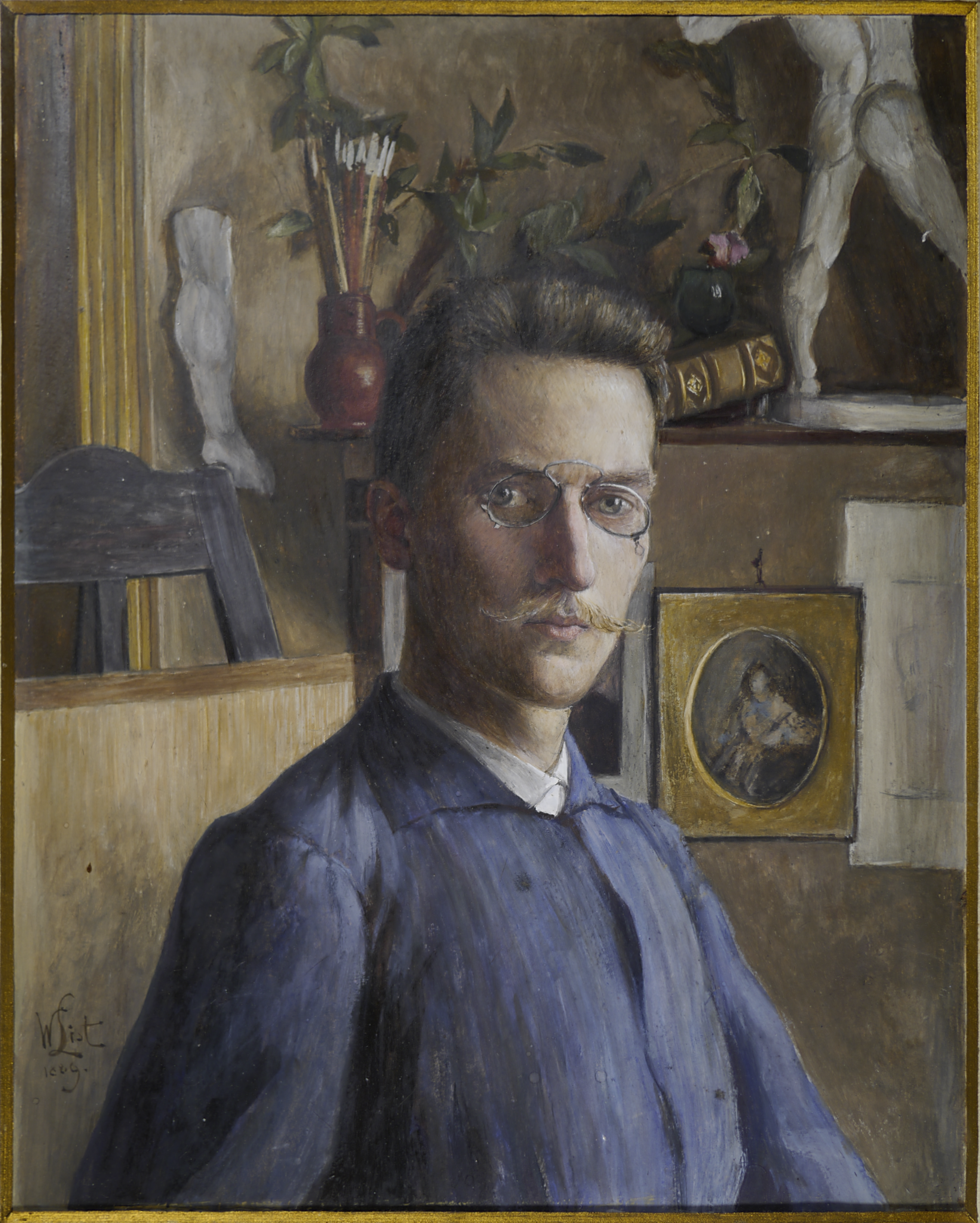
Selbstporträt (1889)

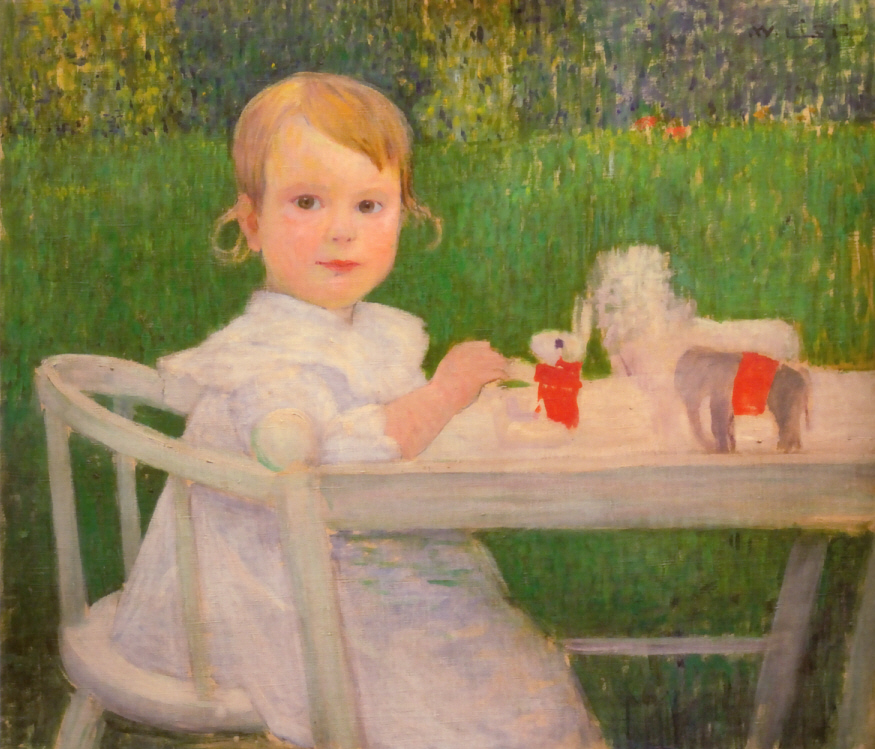
Kinderbildnis (1915)

Wilhelm Franz List (* 22. November 1864 in Wien; † 10. Februar 1918 in Wien) war ein österreichischer Maler und Grafiker des Jugendstils.

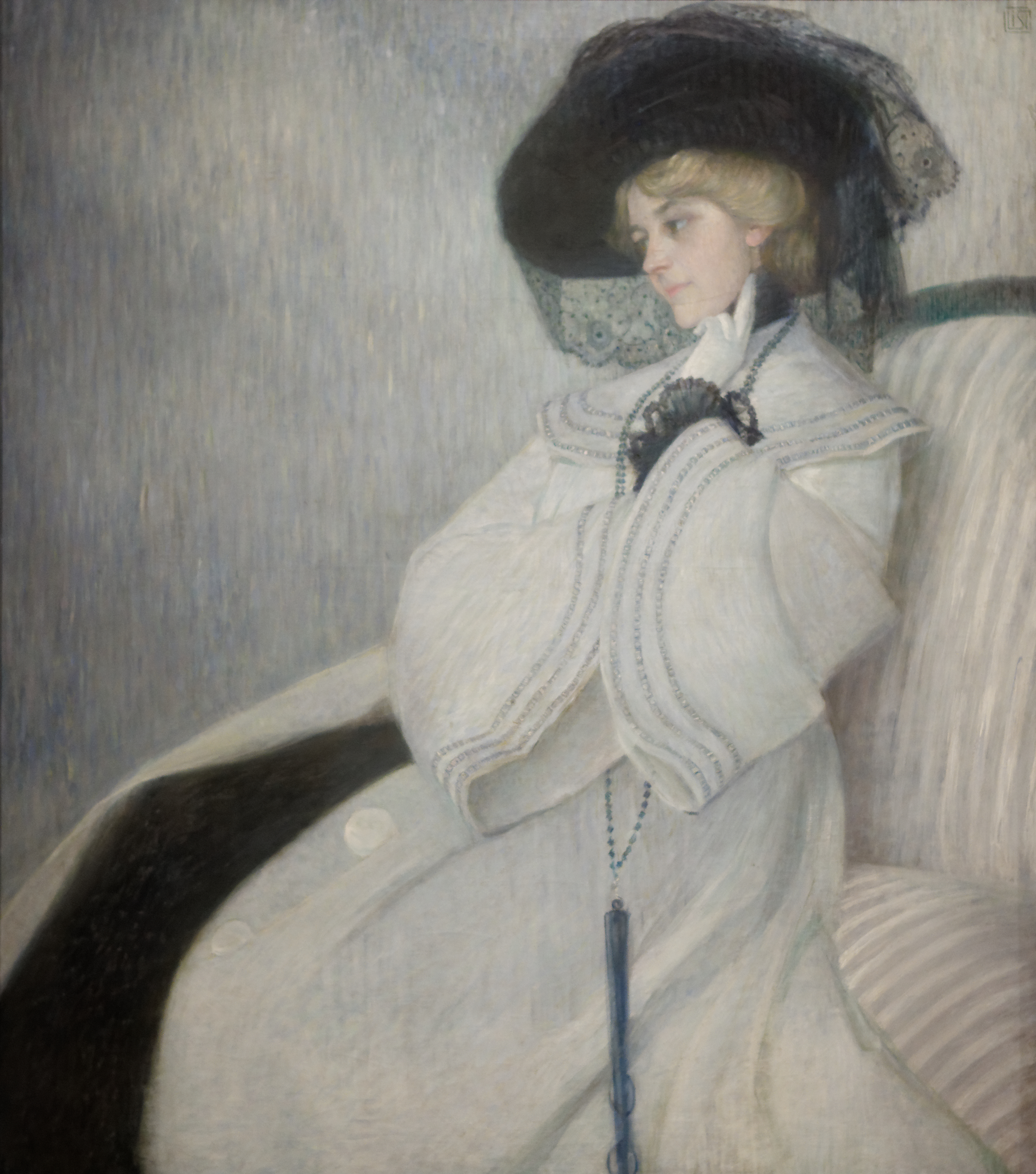
Bild in Weiß Schwarz, 1904

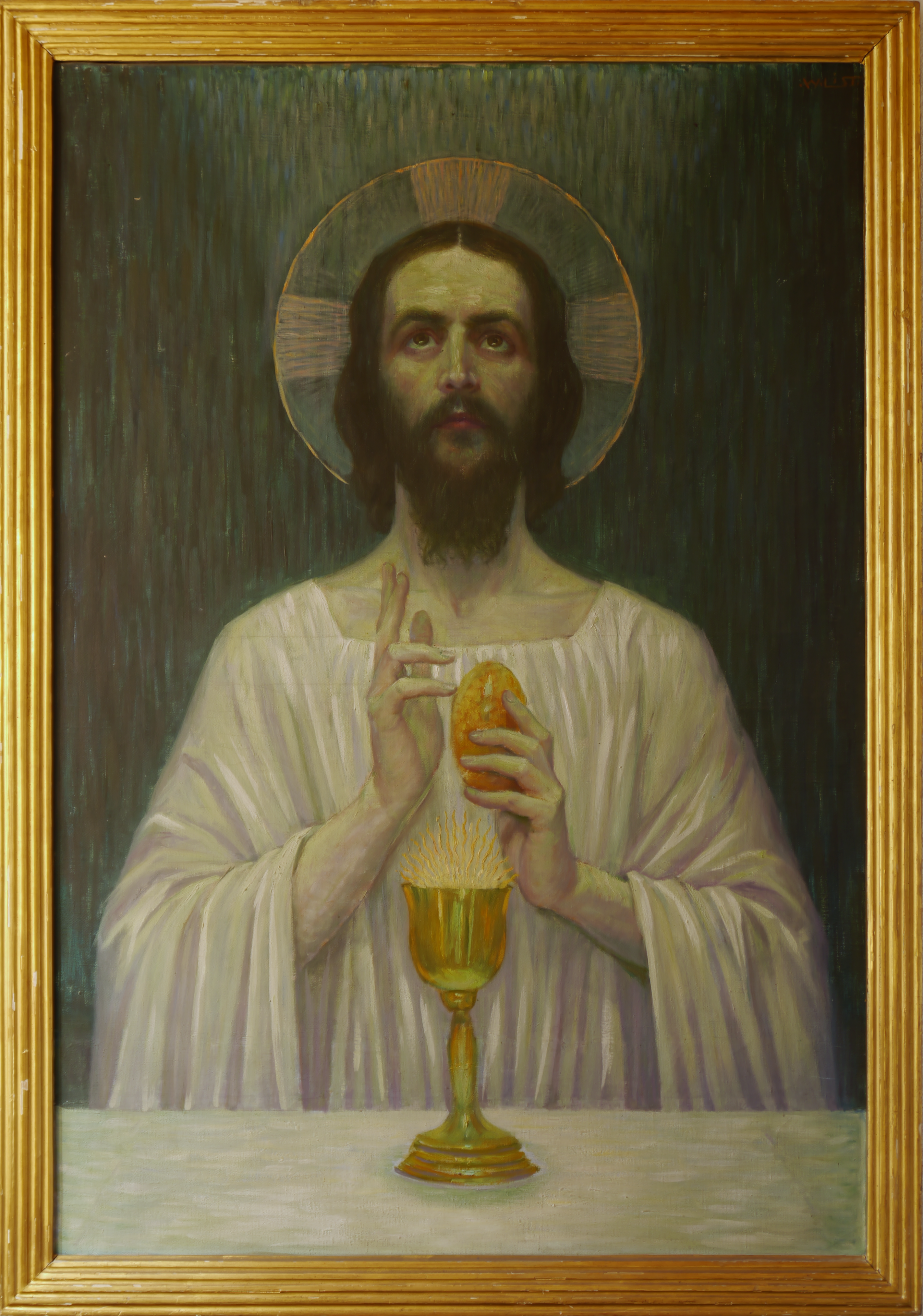
Gemälde Jesus mit Brot und Wein von Wilhelm List (etwa 1905)

## Leben
Wilhelm List war der Sohn von Karl Maximilian List, einem Ingenieur des Stadtbauamtes, und dessen Frau Sidonie Schneider. Nachdem er zuerst Philosophie an der Universität Wien belegt hatte, studierte er 1885 bis 1889 an der Wiener Akademie bei Christian Griepenkerl, danach in München und bei William Adolphe Bouguereau in Paris. Ab 1893 stellte List im Künstlerhaus Wien aus und wurde 1896 Mitglied des Künstlerhauses, aber schon 1897 wurde er Mitbegründer der Wiener Secession und stellte dort regelmäßig aus. Er leitete 1900/01 die Redaktion von deren Zeitschrift Ver Sacrum und war einer der zwölf Illustratoren des Katalogs der Wiener Secession von 1902, der Beethoven gewidmet war. 1905 verließ er die Secession zusammen mit den Künstlern um Gustav Klimt.

## Leistung
Wilhelm List war Künstler des Jugendstils. Seine Bilder ähneln in der Technik denen Gustav Klimts. Thematisch befasste er sich mit Porträts, Landschaften und Genrebildern, oft auch mit märchenhaften oder mythologischen Sujets. Bedeutend sind vor allem seine Grafiken, Holzschnitte und Lithographien.

## Werke
- Die Brüder Theodor und Wilhelm List (Wien, Österreichische Galerie Belvedere), 1898, Öl auf Leinwand
- Bild in Weiß-Schwarz (Wien Museum), 1904, Öl auf Leinwand
- Ausstattung des Franz Joseph-Saals in der Wiener Postsparkassa, 1906
- Kinderbildnis (Privatbesitz), 1915, Öl auf Leinwand, 66 × 76,5 cm